# 楔形文字法
楔形文字法（Cuneiform law）とは、楔形文字で記された各種法典を指す言葉。古代の中東で広く使用された。制定・施行していた民族にはシュメール、バビロニア、アッシリア、エラム、フルリ、カッシート、およびヒッタイトが含まれる。ハンムラビ法典は楔形文字法の中で最もよく知られているが、それに先行するいくつかの法典があった。

## 特徴
いくつかの異なる都市や王国で定められたが、これらの初期の法には多くの点で共通する定型がある。ふつうは法律の条文以外に、前文と結文の両方がある。前文では、法典を制定する目的を説明し、神の権威を示し、人々にそれらに従うように命じる。法の制定者が、王子であろうと王であろうと、常に統治者の名の下に制定され公布されており、立法機関の産物であるようには見えない。
結文は法を破った場合に神々から与えられる呪いが詳述され、法の堅持（法体系の維持）を求めるものとなっている。
これらの法典の多くは部分的にしか残っていないが、それでもかなり明確な図式が読み取れ、紀元前3、2、1千年紀の統治者が、社会のどのような問題を重視していたかを知ることができる。
現代の法とは異なり、楔形文字法はその分野に対する普遍的な原則を提示していない。条文は通常、例または先例として機能することを意図した特定の「もし ... ならば ...する」という形の事例集として構成されている。犯罪への刑罰は法典ごとに異なるが、すべてが同害報復を規定しているわけではない。たとえばウル・ナンム法典では「ある人が別の人の目を潰した場合、彼は半ミナの重さの銀を払う」のような罰金での解決も規定されている。これらの条文の事例は必ずしも規則性を持って並んでいるようには見えないが、これは、それらが現行法であった時代とは異なり、現代ではそれらを適切に解釈できていない結果である可能性がある。
楔形文字法は一般に後の中東法とは別に分類され、聖書とユダヤ法の前身と見なされてきた。楔形文字法を用いた中東の諸民族は、一般的にすべて互いに交流があり、同じような文化を発展させてきた。楔形文字であるアッカド語は地域全体で使われ、さらにアマルナ時代には外交的なコミュニケーションのためにエジプトでも使用されていた。

## 年表
- 紀元前2350年頃–ラガシュのウルイニムギナの改革。現存しないが、他から参照されている。
- 紀元前2060年頃–ウル第三王朝のウル・ナンム法典。実物が発見された最も古い法典。30条程度が明らかになっている。罪状に対する刑罰・罰金や民法的な補償規定が主だが、魔女告発に対する神明裁判なども含まれる。
- 紀元前1934-1924年頃–イシンのリピト・イシュタル法典。典型的な構成で、結文と前文があり、条文は刑罰や民法的な諸権利、王の正義、結婚などを扱う。
- 紀元前1800年頃–エシュヌンナ王国のエシュヌンナ法典（ビララマ王に帰属されることもある）
- 紀元前1758年頃–ハンムラビ法典。古代の法律の中で最も有名で、最もよく保存されているもの。 1901年12月に発見され、282条（プロローグとエピローグを除く）のテキストが含まれている。
- 紀元前1500から1300年頃–アッシリア法典（英語版）
- 紀元前1500年から1400年頃–ヒッタイト法典（英語版）[3]

## ギャラリー

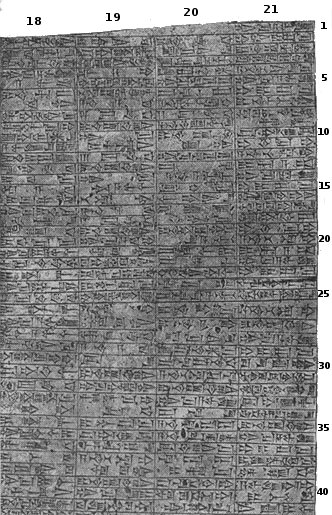
ハンムラビ法典を記した碑文
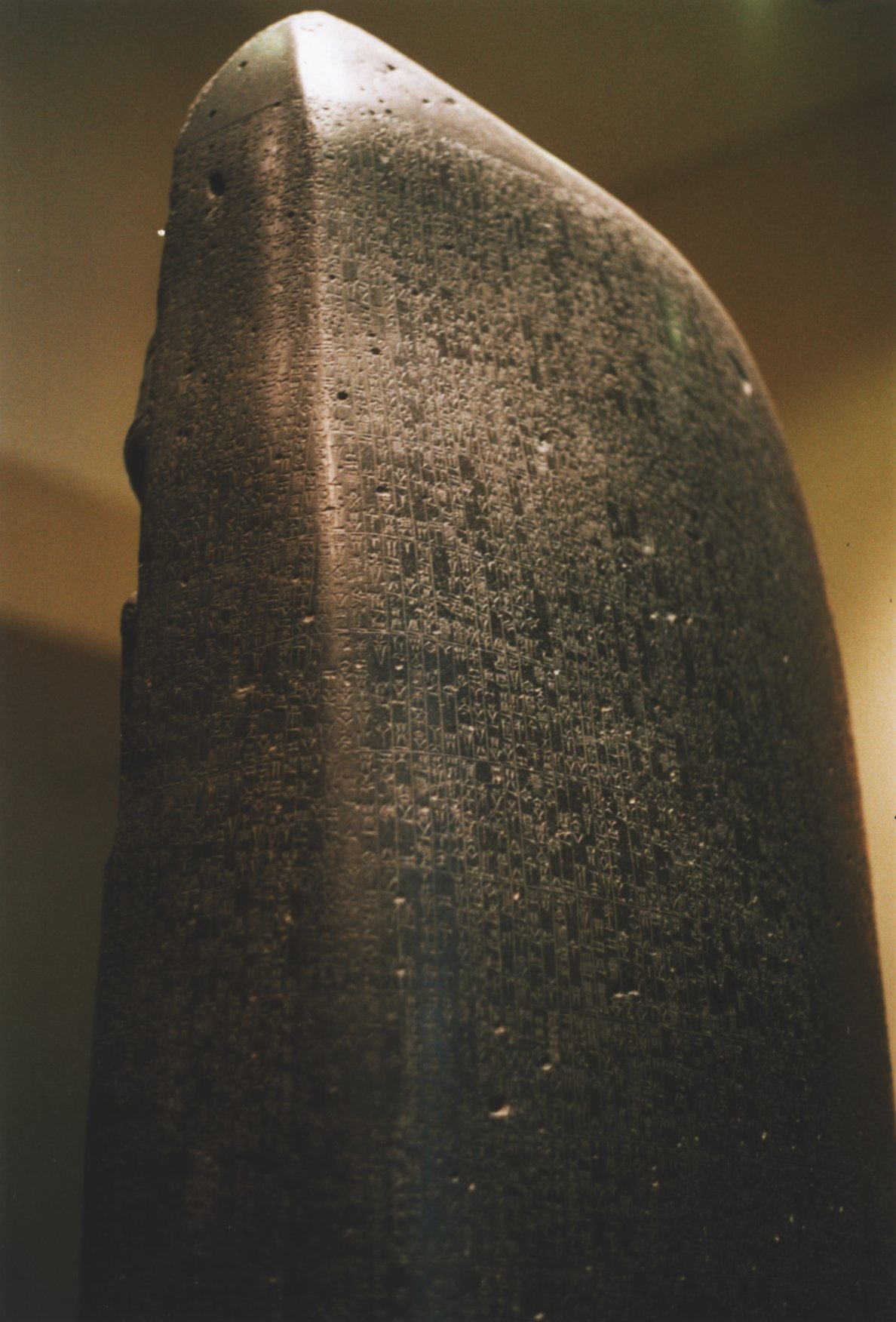
ハンムラビ法典